# Fort Amsterdam (Menado)

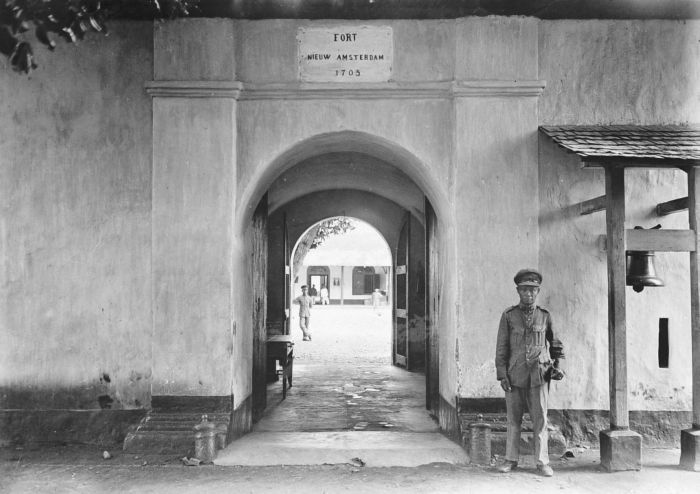
Een militair houdt de wacht bij de hoofdpoort van fort 'Amsterdam' te Menado

Fort Nieuw-Amsterdam was een fort in 1657 gebouwd door de VOC in Menado in Nederlands-Indië. Het stond aan de Fortweg, in het oude centrum van de stad. Het fort werd door de geallieerden tijdens de Japanse bezetting verwoest, en werd herbouwd tot 'Pasar 45'.
In de periode van februari 1942 tot augustus 1942 deed de kazerne dienst als krijgsgevangenenkamp voor militairen uit de Gevangenis van Menado. In de loop van 1942 zijn de meeste krijgsgevangenen overgebracht naar het Infanteriekampement in Makassar. Een aantal krijgsgevangenen werd vrijgelaten. Het betrof hier inheemse KNIL-militairen.